# Joséphine Hundt
Joséphine Hundt, z domu Joséphine Medeiros – togijska nauczycielka i polityczka. Pierwsza kobieta wybrana do Zgromadzenia Narodowego Togo.

## Życiorys

### Kariera zawodowa i działalność polityczna
Od 1939 roku pracowała jako nauczycielka.
Z powodzeniem wystartowała w wyborach generalnych w Togo w 1961 roku z ramienia Parti de l'unité togolaise (PUT). W wyborach PUT zdobył wszystkie 51 mandatów, a Hundt została członkinią Zgromadzenia Narodowego Togo. Tego samego dnia wybory opowiedzieli się za przyjęciem nowej konstytucji, która uzyskała 99,62% poparcia. Została pierwszą kobietą wybraną do parlamentu kraju w historii.
Parlament został obalony w wyniku coup d'état w Togo w 1963 roku. W wyborach generalnych w Togo w 1963 roku, pierwszych po przywróceniu systemu wielopartyjnego, do parlamentu nie dostała się żadna kobieta.

### Życie prywatne i pozostała działalność
Miała co najmniej siódemkę dzieci (w tym Berthine Colette, ur. 29 stycznia 1944 oraz Sylvię Adjoę, ur. 12 lutego 1951).
W 2018 roku uzyskała pośmiertnie nagrodę Top Ladies 2018 od Ministerstwa Spraw Socjalnych, Promocji Kobiet i Alfabetyzacji jako jedna z pionierek praw kobiet w Togo.